# Лехское наводнение (2010)
Лехское наводнение (2010 год) — наводнение в Лехе (штат Джамму и Кашмир, Индия), случившееся 6 августа 2010 года. Погибло 193 человека (в официальных отчётах сказано, что погибло и пять туристов-иностранцев), тысячи были ранены. Наводнение вызвано ливневыми паводками и оползнями. Сообщается, что более тысячи человек лишились своих домов. Более двухсот человек числятся пропавшими без вести.

## Характеристика города
Лех — это столица Ладакха (региона в штате Джамму и Кашмир). Ладакх — высокогорная пустыня (абсолютная высота — 3500 метров над уровнем моря). В данном регионе дожди — не частое явление.
Ладакх привлекает туристов своими природными и культурными памятниками.  Пик туристического сезона приходится на август.

## Наводнение
Наводнение, вызванное ливнем, произошедшим между 12:30 и 1 ночи, способствовало повреждению многих сооружений. Большое количество зданий были подмыты и разрушены, включая госпиталь, автобусный вокзал, передатчик радиостанции, башни телефонной и сотовой связи, здание телекоммуникационной службы BSNL было полностью уничтожено, связь спешно была восстановлена военными После уничтожения автобусной станции, ближайший работающий автобус можно было найти только в миле от Леха. Аэропорт Леха был повреждён, но на следующий день уже принимал рейсы. Деревня Чогламсар на окраине города сильно пострадала.

## Реакция
В некоторых местах вода и грязь поднялись на 3,5 метра, что затруднило спасателям оказание помощи пострадавшим, дороги в Леху также были повреждены, что затруднило поставки грузов. 400 наиболее пострадавших жителей были эвакуированы, менее пострадавшие были помещены в армейский госпиталь. Индийская армия силами военнослужащих организовала спасательную операцию. Министр внутренних дел П. Чидамбарам сообщил, что более 6000 стражей правопорядка были привлечены к спасательной операции. Премьер-министр Манмохан Сингх выразил соболезнования и объявил компенсацию 100 000 рупий родственникам погибших  и 50 000 за пострадавшим. Первый министр штата Омар Абдулла приказал администрации оказывать помощь, населению как в военное время.